# Michael L. Fitzgerald (kardinaal)
Michael Louis Fitzgerald P.A. (Walsall, 17 augustus 1937) is een Brits geestelijke en een kardinaal van de Rooms-Katholieke Kerk, werkzaam voor de Romeinse Curie. 
Fitzgerald werd op 3 februari 1961 priester gewijd bij de orde van de Witte Paters. Hij studeerde theologie aan de Pauselijke Universiteit Gregoriana in Rome. Van 1969 tot 1971 doceerde hij aan de  universiteit van Kampala. Vervolgens doceerde hij aan het Pauselijk Instituut voor Arabische en Islamitische Studies, waarvan hij van 1972 tot 1978 directeur was. Van 1978 tot 1980 verrichtte hij pastoraal werk in Soedan. In 1980 werd hij lid van de Raad van de Witte Paters, gevestigd in Rome. 
In 1987 werd Fitzgerald benoemd tot secretaris van het Secretariaat voor niet-Christenen, vanaf 1988 Pauselijke Raad voor de Interreligieuze Dialoog geheten. Op 16 december 1991 werd hij benoemd tot titulair bisschop van Nepte; zijn bisschopswijding vond plaats op 6 januari 1992. 
Fitzgerald werd op 1 oktober 2002 benoemd tot voorzitter van de Pauselijke Raad voor de Interreligieuze Dialoog; hij werd tevens bevorderd tot titulair aartsbisschop. In 2006 werd hij  apostolisch nuntius voor Egypte en gedelegeerde bij de Arabische Liga. 
Fitzgerald is een prominent deskundige op het gebied van de islam binnen de Rooms-Katholieke Kerk.
Fitzgerald ging op 23 oktober 2012 met emeritaat.
Fitzgerald werd tijdens het consistorie van 5 oktober 2019 kardinaal gecreëerd. Hij kreeg de rang van kardinaal-diaken. Zijn titeldiakonie werd de Santa Maria in Portico. Omdat hij op het moment van creatie ouder was dan 80 jaar is hij niet gerechtigd deel te nemen aan een conclaaf.
- Bibliothèque nationale de France: cb12948664n (data)
- Gemeinsame Normdatei: 1029422850
- International Standard Name Identifier: 0000 0001 2103 1007
- Library of Congress Control Number: n81029146
- Nationale Bibliotheek van Tsjechië: xx0138756
- Nationale Bibliotheek van Israël: 987007457073505171
- Nederlandse Thesaurus van Auteursnamen: 072297085
- SNAC: w65v3khw
- Système universitaire de documentation: 087559730
- Virtual International Authority File: 93119010
- WorldCat: E39PBJxcThjWkHJc9J7hdxyWXd